# Kia Asamiya
Kia Asamiya (麻宮騎亜?, Asamiya Kia; Tokyo, 28 gennaio 1963) è un fumettista, sceneggiatore e character designer giapponese.
Il suo vero nome è Michitaka Kikuchi (菊池通隆?, Kikuchi Michitaka): utilizza il suo pseudonimo quando lavora come mangaka e il nome reale quando collabora alla produzione di anime come character designer. Per molto tempo si è comportato in modo da far credere al pubblico che Kia Asamiya e Michitaka Kikuchi, i due co-fondatori dello Studio Tron, fossero realmente due persone differenti.
È amico della collega Naoko Takeuchi e ci ha collaborato per realizzare un episodio di Assembler 0X, parodia di Sailor Moon.

## Manga
- (1986): Shinseiki Vagrants, manga di debutto
- (1988): Silent Möbius (12 Volumi)
- (1989): Gunhead
- (1990): Compiler (manga) (3 Volumi) e Dark Angel (manga)
- (1993): Assembler 0X (4 Volumi) e Mobile Battleship Nadesico (4 Volumi)
- (1994): Steam Detectives (13 Volumi)
- (1995): Compiler returns
- (1999): Corrector Yui (5 Volumi)
- (2000): Dark Angel: Phoenix Resurrection
- (2004): Junk - Cronache dell'ultimo eroe,  e !Karapuri!, entrambi in corso di pubblicazione

## Anime
- (1986): Direttore dell'animazione per la serie televisiva Sandy dai mille colori (Maho no Idol Pastel Yumi)
- (1986): Character design per la serie televisiva Hilary (Hikari no Densetsu)
- (1988): Character design per la serie televisiva Borgman 2030 (Choon Senshi Borgman)
- (1991): Sceneggiatura per il film Silent Möbius
- (1992): Secondo film di Silent Möbius
- (1992): Compiler OAV
- (1996): Original Character Concepts per la serie televisiva Mobile Battleship Nadesico
- (1998): serie televisive Silent Möbius e  Steam Detectives, Original Character Concepts per Martian Successor Nadesico: Il principe delle tenebre
- (1999): serie televisiva Corrector Yui

### Fumetti
- (1999): Star Wars: Episode I - The Phantom Menace
- (2000): Batman: The Child of Dreams (2 volumi)
- (2002): Uncanny X-Men